# Sekinoo-Wasserfall
Der Sekinoo-Wasserfall (japanisch 関之尾滝, Sekinoo-no-taki) ist ein Wasserfall in Miyakonojō in der Präfektur Miyazaki mit einer Fallhöhe von 18 m und einer Breite von 40 m. Der Wasserfall ist Teil der 1990 vom Umweltministerium aufgestellten Liste der Top-100-Wasserfälle Japans.